# Begovac
Begovac is een plaats in de gemeente Saborsko in de Kroatische provincie Karlovac. De plaats telt 25 inwoners (2001).